# Tjøllingvollen
Tjøllingvollen är en kyrkby i Larviks kommun i Vestfold fylke i sydöstra Norge. Orten ligger vid fylkesväg 303 och Vestfoldbanan, öster om staden Larvik.
Tidigare har orten utgjort centralort i dåvarande Tjøllings kommun. Den har räknats som en del av tätorten Lauve/Viksjord, för att därefter sedan 2021 räknas som en del av tätorten Larvik.